# Boxing
Ez volt az LGT második EMI-lemeze. A felvételek elkészültek, de a lemezt nem adták ki. Herskovits Iván 1988-ban lejátszotta az anyagot a rádióban, az LGT összes felvételét bemutató sorozatban.
A felvételhez az Ellenfél nélkül és az óriás kislemez alapjait használták, kis módosításokkal. A Boksz-ot viszont teljesen átdolgozva újra felvették.
A lemezen ezek a számok lettek volna:
1. Boxing (Box)
2. Another Baby Cries (III World) (III. világ)
3. I Just Wanna Go to Sleep (A szívbajt hozod rám)
4. Banal Blues
5. Life in the Big Town (Ellenfél nélkül)
6. My Heart Still Waits (Béke van végtelen)
7. Hot Love (Kinn is vagyok, benn is vagyok)
8. Last Dance on Broadway (Próbatánc a Broadwayn)
9. Please Help Me Now (Segíts nekem)

A lemez jelenleg online elérhető pl. az iTunes oldalán.

## Közreműködők
- Karácsony János
- Presser Gábor
- Solti János
- Somló Tamás